# Luigi Taramazzo
 Luigi Taramazzo  va ser un pilot de curses automobilístiques italià que va arribar a disputar curses de Fórmula 1.
Luigi Taramazzo va néixer el 5 de maig del 1932 a Ceva, Itàlia i va morir el 15 de febrer del 2004.

## A la F1
Va debutar a la segona cursa de la temporada 1958 (la novena temporada de la història) del campionat del món de la Fórmula 1, disputant el 18 de maig del 1958 el GP de Mònaco al Circuit de Montecarlo.
Luigi Taramazzo va participar en una única cursa puntuable pel campionat de la F1, no aconseguint qualificar-se per disputar la cursa i no assolí cap punt pel campionat.

## Resultats a la Fórmula 1
| Any  | Equip        | Xassís   | Motor    | 1   | 2       | 3   | 4   | 5   | 6   | 7   | 8   | 9   | 10  | 11  | Posició | Punts |
| ---- | ------------ | -------- | -------- | --- | ------- | --- | --- | --- | --- | --- | --- | --- | --- | --- | ------- | ----- |
| 1958 | Ken Kavanagh | Maserati | Maserati | ARG | MON NVQ | HOL | 500 | BEL | FRA | GBR | ALE | POR | ITA | MAR | -       | 0     |

### Resum
| Curses: | Victòries: | Pòdiums: | Poles: | Voltes ràpides: | Punts: |
| ------- | ---------- | -------- | ------ | --------------- | ------ |
| 1       | 0          | 0        | 0      | 0               | 0      |